# Васильевская церковь (Васильевское)
Храм Святителя Василия Великого (Васильевская церковь) — православный храм в селе Васильевском Сергиево-посадского городского округа Московской области. Входит в состав Сергиево-Посадского благочиния Сергиево-Посадской епархии РПЦ.
Основной престол посвящён Василию Великому.

## История
В 7135—7137 (1627—1629) годах по писцовым книгам село Васильевское с деревянной церковью Василия Кесарийского на речке Инобож в Дмитровском уезде в Инобожском стане принадлежит московскому Успенскому собору.
Кирпичная Васильевская церковь была заложена в 1810-е годы, в 1812 году была построена на средства прихожан. В 1836 году была освящена. Церковь была построена по образцу церкви Василия Кесарийского на улице Тверской-Ямской в Москве.
В советские годы пришла в запустение. Колокольня обрушилась.
В 1991 году была передана РПЦ. Восстановлена.

## Архитектура
Колокольня соединена в целое с основным зданием трапезной. Здание церкви трёхчастное, в центре которой ротонда с главкой. По бокам четырёхколонные портики со фронтонами.
Колокольня двухъярусная со шпилем.

## Настоятели
- иерей Иоанн Новоселов